# Манглеац Пор
Манглеац Пор (арм. Մանգլեաց Փոր)  — гавар в провинции Гугарк Великой Армении. Сегодня территория Манглеац Пора составляет Тетрицкаройский муниципалитет Грузии.

## География
Манглеац Пор находился на севере Великой Армении. С запада граничил с гаваром Трехк, на севере и востоке − с грузинским Картли, на юго-востоке с гаваром Бохнопор, а на юго-западе с гаваром Кохбопор. По землям Манглеац Пора протекала река Алгети.